# Al-Judeira
Al-Judeira, en arabe : جديره, est un village du gouvernorat de Jérusalem en Palestine.
Selon le recensement du bureau central palestinien des statistiques, la localité compte une population de 2 634 habitants en 2017.